# Royal Gigolos
Royal Gigolos, niemiecka grupa muzyczna tworząca muzykę dance i tech house.
Zespół został utworzony w 2003 roku i tworzą go Melanie, Jay, DJ/producent Tyson.

## Dyskografia

### Albumy
- Music Deluxe (2005)
- From California To My Heart (2007)

### Single i Vinyle
- "California Dreamin'" (2004)
- "No Milk Today" (2004)
- "Self Control / Somebody's Watching Me" (2005)
- "Tell It To My Heart" (2006)
- "Girls Just Wanna Dance" (2008)
- "Get The Party Started" (2009)

### Remiksy
- "DJ Thoka Vs DJ Taylor – Happy Song" (2004)
- "Dave Armstrong – Make Your Move" (2004)
- "Bomfunk MC's – No Way In Hell" (2004)
- "Potatoheadz – Narcotic" (2005)
- "Mike MH-4 – Electrica Salsa" (2005)
- "DJ Tyson Vs Village People – YMCA 2005" (2005)
- "Nimbus – Ritmo De La Noche" (2006)
- "Lazard – Your Heart Keeps Burning" (2006)
- "Urszula Dudziak - Papaya" (2008)